# Stelletta centroradiata
Stelletta centroradiata är en svampdjursart som beskrevs av Claude Lévi 1983. Stelletta centroradiata ingår i släktet Stelletta och familjen Ancorinidae.
Artens utbredningsområde är havet kring Nya Kaledonien. Inga underarter finns listade i Catalogue of Life.